# Myrmekioderma tuberculatum
Myrmekioderma tuberculatum är en svampdjursart som först beskrevs av Keller 1891.  Myrmekioderma tuberculatum ingår i släktet Myrmekioderma och familjen Heteroxyidae.
Artens utbredningsområde är Röda havet. Inga underarter finns listade i Catalogue of Life.